# Paul-Rüdiger Schmidt

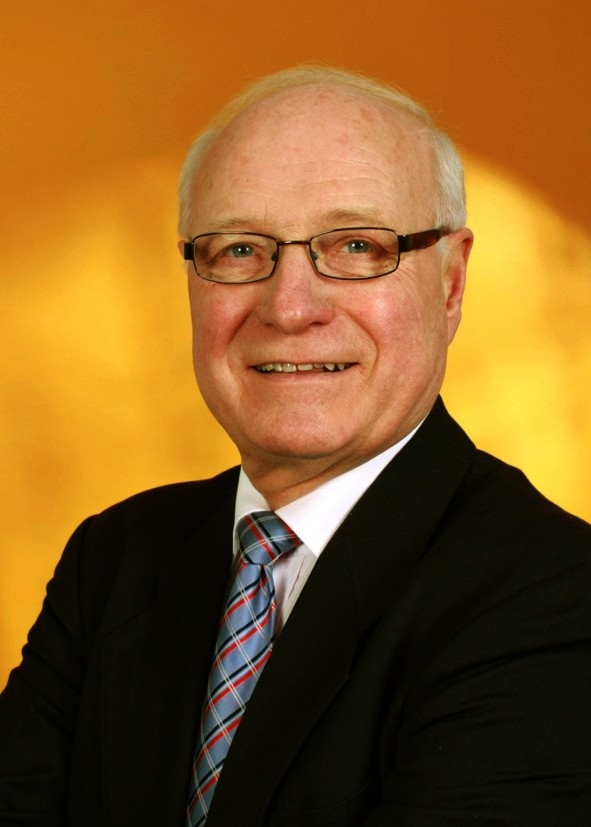
Porträt Paul-Rüdiger Schmidt 2009

Paul-Rüdiger Schmidt (* 28. August 1942 in Bernstadt, Landkreis Oels, Provinz Niederschlesien) ist pensionierter Pastor und Träger des Bundesverdienstkreuzes am Bande.

## Leben
Paul-Rüdiger Schmidt verbrachte die ersten Lebensjahre in seinem Geburtsort Bernstadt. Am 21. Januar 1945 flüchtete die Familie vor den russischen und polnischen Verbänden und erreichte nach mehreren Fluchtstationen am 8. Juli 1945 Göttingen.
Dort verlebte er den größten Teil seiner Kindheit und die Schulzeit. 1962 legte er das Abitur ab und begann an der Georg-August-Universität Göttingen mit dem Studium der Evangelischen Theologie. Nach einem Wechsel an die Theologische Fakultät der Friedrich-Alexander-Universität Erlangen-Nürnberg (1965 bis 1967) kehrte er nach Göttingen zurück und beendete dort 1969 das Studium mit dem Ersten Theologischen Examen. 1971 folgte das Zweite Theologische Examen, das er in Hannover ablegte. Im darauf folgenden Jahr trat er in den Dienst der Evangelisch-lutherischen Landeskirche Hannovers.
Von 1972 bis 1979 war Paul-Rüdiger Schmidt pfarramtlich in der Gangolf-Kirchengemeinde Oerel, Landkreis Bremervörde, tätig. Ab 1979 bis zum Eintritt in den Ruhestand war er Pastor der Luther-Kirchengemeinde Holzminden und nahm von 1982 bis 1989 das Amt des Jugendpastors des Kirchenkreises Holzminden wahr. Am 1. September 2002 trat er wegen einer Schwerbehinderung in den Ruhestand.
Pastor Paul-Rüdiger Schmidt ist verheiratet und hat zwei Söhne.

## Lebensschwerpunkte
Neben privaten und beruflichen Ausrichtungen und Zielsetzungen ist das Lebenswerk von Paul-Rüdiger Schmidt durch weitere Schwerpunkte gekennzeichnet. So befasste er sich mit der Aufarbeitung der NS-Verbrechen am jüdischen Volk im Kontext des räumlichen Umfeldes von Holzminden. In diesem Zusammenhang ergaben sich auch auf kirchlicher Ebene Verbindungen zu Israel und Palästina zur Förderung der Friedensarbeit.
Aus der Aufklärung der Einzelschicksale von ehemaligen Zwangsarbeiterinnen und Zwangsarbeitern, die im Raum Holzminden arbeiten mussten, folgte für Pastor Schmidt
die Versöhnung mit den Menschen aus den osteuropäischen Ländern im heutigen Russland und in der Ukraine. Neben Kontakten zu diesen Ländern bemühte er sich auch um die Integration deutscher Aussiedlerinnen und Aussiedler, die im Raum Holzminden eine neue Heimat gefunden haben.
Er förderte zudem internationale Jugendbegegnungen mit den Vereinigten Staaten ebenso wie Kontakte zu Gemeinden der ehemaligen DDR in Sachsen.

## Auszeichnung
Am 12. April 2007 verlieh der damalige Bundespräsident Horst Köhler „in Anerkennung der um Volk und Staat erworbenen besonderen Verdienste“ Paul-Rüdiger Schmidt das Verdienstkreuz am Bande des Verdienstordens der Bundesrepublik Deutschland.
Der Landrat des Landkreises Holzminden, Walter Waske, überreichte den Verdienstorden am 19. September 2007 und würdigte in seiner Laudatio das Lebenswerk des Geehrten. Dabei fanden die oben beschriebenen Schwerpunkte besondere Erwähnung.
In seiner Dankesrede verwies Pastor Schmidt auf den „Bund der Vielen“, die von Anfang an mitgebaut hätten an den Brücken nach Rodewisch und Rötha bei Leipzig, nach Russland und in die Ukraine, nach Israel-Palästina und zu den Holzmindener Familien jüdischen Glaubens in den Großstädten Europas, der USA und des Nahen Ostens. Er wandte sich persönlich an die zur Ordensverleihung geladene Holzmindenerin Frau Gertrud Kusch, 95 Jahre alt, die sich 1944 unter Gefahr für Leib und Leben mit den Zwangsarbeiterinnen der Familie Filippow aus der Ukraine angefreundet, sie mit Lebensmitteln versorgt und Antonina Filippowa Zuflucht gewährt hatte. Vor allem dieser Frau gebühre wie auch anderen mutigen Menschen, die in Zeiten blanker Not und unmittelbar drohender Gefahr zur Hilfe bereit sind, Ehre und Anerkennung.

### Presse- und Buchveröffentlichungen (Auswahl)
- Berichte über die „Aktion Jüdischer Friedhof“ in der RegionalzeitungTäglicher Anzeiger Holzminden vom 9. November 1984 und 11. Mai 1993. Pastor Schmidt hatte 1984 in Holzminden die „Aktion Jüdischer Friedhof“ ins Leben gerufen, die sich jährlich im Gedenken an die Reichspogromnacht 1938 wiederholt und ein Zeichen der Versöhnung setzt[2].
- Selma Rosemann – eine „Gerechte unter den Völkern“. Die am 31. Juli 1982 in Holzminden verstorbene Frau Selma Rosemann hatte während des Krieges in Breslau jüdischen Familien unter Einsatz ihres Lebens geholfen; dafür wurde sie in der jüdischen Gedenkstätte Yad Vashem in Jerusalem geehrt. Paul-Rüdiger Schmidt setzte sich dafür ein, dass die öffentliche Gedenkstätte auf dem Stadtfriedhof von Holzminden auch an das Schicksal dieser mutigen Frau erinnert. Täglicher Anzeiger Holzminden vom 9. November 2002, Evangelische Zeitung für Niedersachsen vom 22. Dezember 2002.
- Partnerschaft zur Evangelisch-Lutherischen Kirche in Jordanien und Palästina (ELCHJ), die der Pastor zwischen 1980 und 1995 aufbaute, indem er Besuchsreisen durchführte und Stipendien für palästinensische Jugendliche organisierte. Evangelische Zeitung für Niedersachsen vom 14. Mai 1989.

Über Jahrzehnte hinweg hat sich Paul-Rüdiger Schmidt der Schicksale der ehemaligen Zwangsarbeiterinnen und Zwangsarbeiter angenommen. Seinem persönlichen Engagement ist es vor allem zu verdanken, dass mehrere Einzelschicksale aufgeklärt werden konnten.
- Aufklärung des Schicksals der Familie Filippow: Täglicher Anzeiger Holzminden vom 11. August 1990, 27. April 1991 und vom 24. Juli 1993.
- Aufklärung des Schicksals der Zwangsarbeiterin Frau Efrosinja Sidorowna Doroschko: Täglicher Anzeiger Holzminden vom 18. Juli 1992 und vom 24. Oktober 1997, Einbecker Morgenpost vom 24. Oktober 1997.
- Einrichtung einer öffentlichen Gedenkstätte zur Erinnerung an die Toten der Zwangsarbeitslager: Täglicher Anzeiger Holzminden vom 9. Februar 2001 und vom 27. April 2002.